# Ewa Kłobukowska

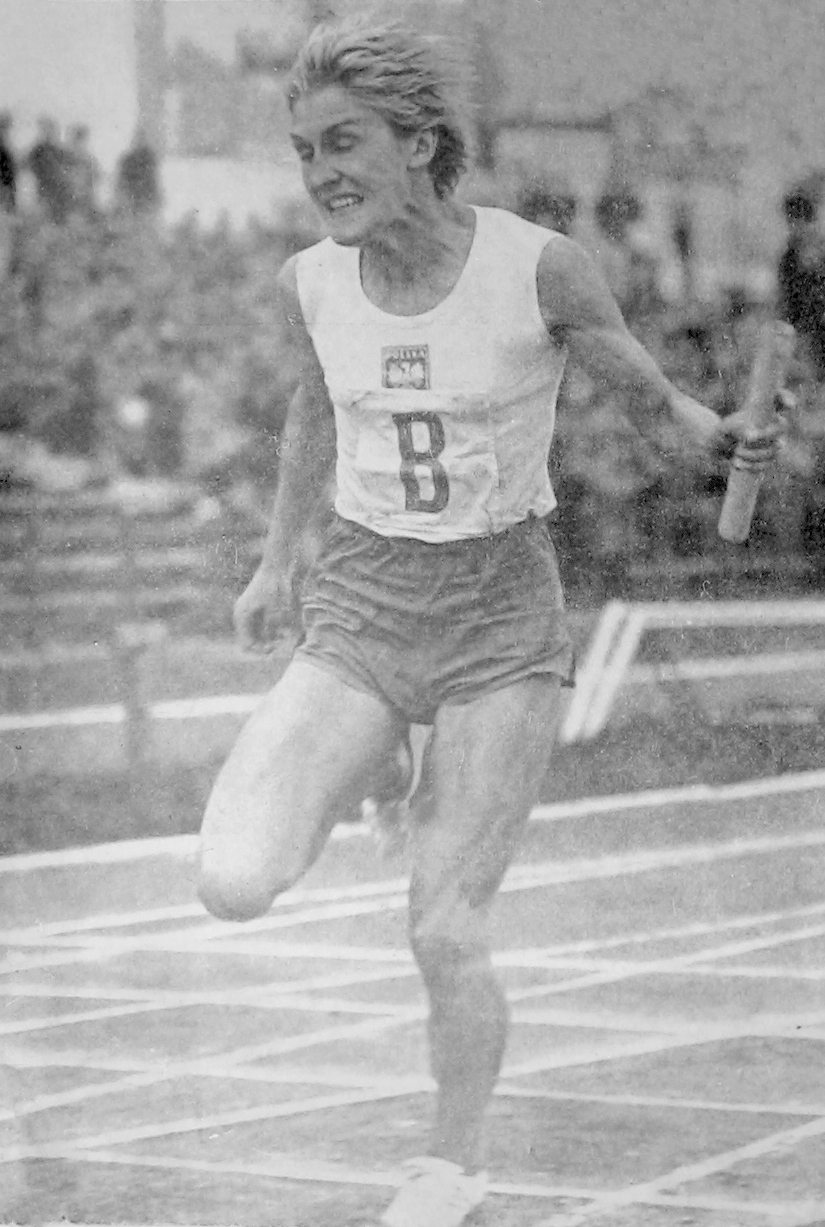
Ewa Kłobukowska

Ewa Janina Kłobukowska (* 1. Oktober 1946 in Warschau) ist eine ehemalige polnische Leichtathletin und Olympiasiegerin.

## Karriere
Ewa Kłobukowska von Skra Warschau ging auf die gleiche Warschauer Schule wie die fünf Monate ältere Irena Kirszenstein. Beide stießen bereits 1963 in die nationale Spitze der Sprinterinnen vor. Im September 1964 verbesserte Kłobukowska den polnischen Rekord im 100-Meter-Lauf auf 11,3 Sekunden. Im Oktober 1964 fanden die Olympischen Spiele in Tokio statt. Dort gewann sie die Bronzemedaille im 100-Meter-Lauf hinter den beiden US-Amerikanerinnen Wyomia Tyus (Gold) und Edith McGuire (Silber). Die polnische 4-mal-100-Meter-Staffel in der Besetzung Teresa Ciepły, Irena Kirszenstein und Halina Górecka mit Ewa Kłobukowska als Schlussläuferin unterbot ihren eigenen Weltrekord um 0,6 Sekunden auf die neue Marke von 43,6 Sekunden. Mit dieser Leistung gewann die Staffel sicher Gold vor den US-Amerikanerinnen, die ihren Kontinentalrekord von 44,3 Sekunden auf 43,9 Sekunden verbesserten.
1965 lieferten sich Irena Kirszenstein und Ewa Kłobukowska bei mehreren Sportfesten packende Duelle. Am 9. Juli traten die beiden beim Prager Rošický-Memorial an. Bei einem Rückenwind von gerade noch zulässigen 2 Meter pro Sekunde liefen die beiden in 11,1 Sekunden über die Ziellinie, wobei Kłobukowska das Rennen nach Fotoentscheid gewann. Damit hatten die beiden jungen Polinnen den von Wilma Rudolph und Wyomia Tyus gehaltenen Weltrekord um eine Zehntelsekunde verbessert. Zweieinhalb Wochen später verbesserten beide Polinnen den Europarekord über 100 Yards auf 10,5 Sekunden und erneut gewann Kłobukowska das Rennen. Am 7. August 1965 fand in Warschau ein Länderkampf Polen gegen die Vereinigten Staaten statt, bei dem Irena Kirszenstein beide Sprintstrecken, den Weitsprung und die Staffel gewann. Kłobukowska belegte über 100 Meter den dritten Platz hinter Kirszenstein und Tyus, konnte aber über 200 Meter in 23,0 Sekunden den zweiten Platz hinter Kirszenstein halten, die in 22,7 Sekunden den Weltrekord verbesserte. Im September 1965 fand in Kassel der erste Leichtathletik-Europacup statt. Ewa Kłobukowska siegte in 11,3 Sekunden und in 23,0 Sekunden auf beiden Sprintstrecken. Die polnische Staffel mit Kirszenstein und Kłobukowska siegte in 44,9 Sekunden.
Saisonhöhepunkt des Jahres 1966 waren die Europameisterschaften in Budapest. Über 100 Meter siegte Ewa Kłobukowska in 11,5 Sekunden vor der zeitgleichen Irena Kirszenstein. Auf der 200-Meter-Strecke gewann Kirszenstein in 23,1 Sekunden vor Kłobukowska in 23,4 Sekunden. Die polnische Staffel trat in der Besetzung Elżbieta Bednarek, Danuta Straszyńska, Irena Kirszenstein und Ewa Kłobukowska an und siegte in 44,4 Sekunden. Kłobukowskas Sieg bot der Sowjetunion die Möglichkeit, im Kontext des Kalten Krieges die Überlegenheit des eigenen politischen Systems zu demonstrieren.

## Disqualifikation
Bereits bei den Europameisterschaften hatte es für alle Leichtathletinnen einen Geschlechtstest gegeben, den Ewa Kłobukowska unbeanstandet passiert hatte. Vor dem Leichtathletik-Europacup 1967 war erneut ein Geschlechtstest angesetzt. Bei Ewa Kłobukowska wurde bei der Vorrunde in Wuppertal ein Chromosomensatz festgestellt, der von dem normalen weiblichen XX-Satz abweicht; daraufhin wurde sie als Hermaphrodit eingestuft (intergeschlechtlich). Sie durfte gleichwohl in Wuppertal starten. Der Europäische Leichtathletikverband versuchte auf den polnischen Verband dahingehend einzuwirken, dass dieser Ewa Kłobukowska nicht mehr antreten ließ. Nachdem der polnische Verband dies verweigerte und Kłobukowska für das Europacupfinale in Kiew meldete, machte der europäische Verband das Testergebnis öffentlich. Nach ihrer Disqualifikation versuchte Ewa Kłobukowska ihren Chromosomenbefund durch Medikamente zu ändern, was aber keine Änderung brachte.
1969 strich der Weltleichtathletikverband Ewa Kłobukowskas Weltrekorde aus den Rekordlisten, ihre Titel blieben ihr aber erhalten. Das führt bei der Staffel zu dem seltsamen Ergebnis, dass die Olympiasiegerstaffel 1964 laut offizieller Ergebnisliste drei Zehntelsekunden schneller im Ziel war als die Weltrekordstaffel auf dem zweiten Platz.
1968 gebar sie einen Sohn.